# تخطيط الصدى النسائي
تخطيط الصدى النسائي (بالإنجليزية: Gynecologic ultrasonography)‏ يعني استعمال الموجات فوق الصوتية الطبية للكشف عن أعضاء الحوض الإنثوية (على وجه التحديد الرحم والمبيض وقناة فالوب) وكذلك المثانة وملحقات الرحم وردبة دوغلاس.